# Ацтек (роман)
Ацтек — исторический роман Гэри Дженнингса, описывающий жизнь и культуру ацтеков незадолго до конкисты и во время неё. Является первой книгой из пяти в серии об ацтеках (в которой перу Дженнингса принадлежат первые две).

## Сюжет
Роман написан в форме писем епископа Новой Испании Хуана де Сумарраги королю Кастилии и Арагона Карлу I (он же Карл V, император Священной Римской империи), содержащих в себе повествование бывшего придворного писца по имени Чикоме-Шочитль Тлилектик-Миштли (науатль Chicome-Xochitl Tlilectic-Mixtli, дословно Седьмой Цветок Тёмная Туча), известным также под прозвищем Тосани (Tozani, крот), о своей жизни, а также об истории, быте, культуре Ацтекской империи и близлежащих племен (майя, отоми, тлашкальтеки и др.).
В романе встречается множество слов и выражений на языке науатль и языках соседних народов (в частности, имя жены главного героя — Сьянья, в переводе с миштекского всегда, навечно). Роман изобилует весьма натуралистическими описаниями кровавых жертвоприношений (например, ритуал бога Шипе-Тотека) и секса (включая инцест и гомосексуальный секс).

## Действующие лица
- Миштли, главный герой романа, страдает кератоконусом и по причине плохого зрения носит прозвище Тосани (Крот). Обладает врождёнными способностями к письму и изучению языков.
- Цицитлини, сестра Миштли и его любовница.
- Сьянья, девушка из племени сапотеков, впоследствии — жена Миштли.
- Беу Рибе, её сестра.
- Коскатль, раб Миштли при дворе тлатоани Тецкоко.
- Чимали, друг детства Миштли.
- Пожиратель Крови, мастер военного искусства в ацтекской школе.
- Пактли, принц Шалтокана.
- Ауисотль, уэй-тлатоани (великий оратор, император) ацтеков.
- Жадеитовая Куколка, дочь Ауисотля и супруга тлатоани Тецкоко.
- Несауальпилли, тлатоани Тецкоко.
- Мотекусома Шокойоцин (Монтесума II), уэй-тлатоани ацтеков.
- Куаутемок, последний уэй-тлатоани ацтеков.
- Эрнан Кортес, предводитель конкистадоров.
- Се-Малинали (донья Марина), переводчица и коллаборационистка.
- Хуан де Сумаррага, епископ Новой Испании.

## Комментарии
1. ↑  В переводе В. Волковского имя героя под влиянием латинской транскрипции ошибочно транслитерировано на русский как Чикоме-Ксочитль Тлилектик-Микстли. Подобные ошибки встречаются на протяжении всего романа (Цьянья вместо Сьянья, Ауицотль вместо Ауисотль, Кем Анауак вместо Сем Анауак и т. д.).